# Saltaire
Saltaire é uma vila em Estilo Vitoriano localizada em Shipley, parte do distrito metropolitano da cidade de Bradford, em West Yorkshire, Inglaterra. A Salts Mill (fábrica de tecido de Sir Titus Salt) da Era Vitoriana e o distrito residencial associado, localizados na região do Rio Aire, foram designados como Patrimônio Cultural da Humanidade pela UNESCO em 2001.

## História
Saltaire foi construída em 1851 por Sir Titus Salt, uma das principais lideranças da indústria de lã de Yorkshire. O nome da vila é uma combinação do sobrenome do fundador com o nome do rio que banha a região. Salt mudou seu negócio (cinco fábricas separadas) de Bradford para este local próximo a Shipley para organizar seus trabalhadores e para ter sua grande fábrica de têxteis próximo ao Leeds and Liverpool Canal e da ferrovia. Salt empregou os arquitetos locais Francis Lockwood e Richard Mawson na obra. Projetos semelhantes, mas consideravelmente menores, também foram iniciados na mesma época por Edward Akroyd, em Copley, e Henry Ripley, em Ripley Ville. A vila algodoeira de New Lanark, que também é um Patrimônio Mundial, foi fundada por David Dale em 1786.
Salt construiu casas de pedra para seus empregados (muito melhores que as favelas de Bradford), banheiros com água da torneira, um hospital e um instituto de recreação e educação, com uma biblioteca, uma sala de leitura, uma sala de concertos, salão de bilhar, laboratório de ciências e um ginásio. A aldeia tinha uma escola para os filhos dos trabalhadores, asilo, jardim comunitário, um parque e uma casa de barcos. Iniciativas recreativas também foram encorajadas, como o estabelecimento de uma banda de tambores e pífanos para meninos em idade escolar, e uma outra banda de música, precursora da atual Hammonds Saltaire Band, para homens da aldeia. Com a combinação de habitação de qualidade, emprego, recreação, instalações educacionais e serviços sociais, a cidade modelo representou um marco do planejamento urbano do século XIX. Em outubro de 1872, Saltaire, juntamente com Dean Clough Mill, em Halifax, foram destacadas pela Missão Iwakura, do Governo Japonês, passou pela Grã-Bretanha na década de 1870.
Sir Titus morreu em 1876 e foi enterrado no mausoléu adjacente à Igreja Congregacional. Quando seu filho Titus Salt Junior morreu, Saltaire foi tomada por uma parceria que incluiu Sir James Roberts, de Haworth. Ele havia trabalhado em fábricas de lã desde os onze anos. Possuía interesses comerciais significativos na Rússia, e falava fluentemente o idioma daquele país. Roberts chegou a possuir Saltaire, mas optou por investir seu dinheiro pesadamente na Rússia, perdendo parte de sua fortuna na Revolução de 1917. Seu legado pode ainda ser visto em Saltaire no parque ao norte do rio, nomeado como Roberts Park após seu filho o ter doado ao Conselho de Bradford em 1920.

## Saltaire Atualmente

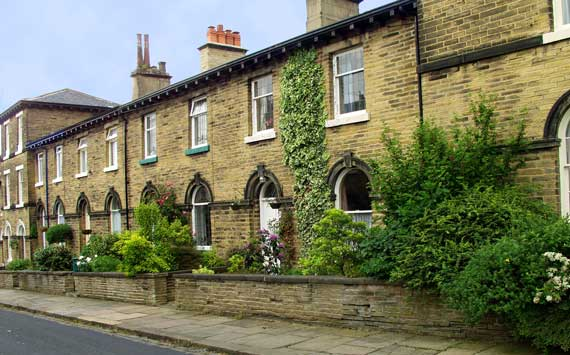
Casas de Campo em Saltaire

Em Dezembro de 2001, Saltaire foi designada Patrimônio Mundial pela UNESCO.  Isso significa que o governo tem o dever de proteger o local. Os edifícios pertencentes à aldeia modelo são tombados individualmente, com o mais alto nível de proteção concedido à Igreja Congregacional (desde 1972 "Saltaire United Reformed Church"), classificada na Categoria I. A vila sobreviveu notavelmente completa, mas é cobrada pela comunidade uma maior proteção, já que ela é afetada pelo tráfego através do Vale do Aire, uma importante rota leste-oeste. Um passagem secundária foi proposta para aliviar a pressão do tráfego. Roberts Park, do lado norte do rio, sofreu com a negligência e o vandalismo, mas foi restaurado pelo "Conselho do Distrito Metropolitano da Cidade de Bradford". Saltaire também é uma área de conservação.

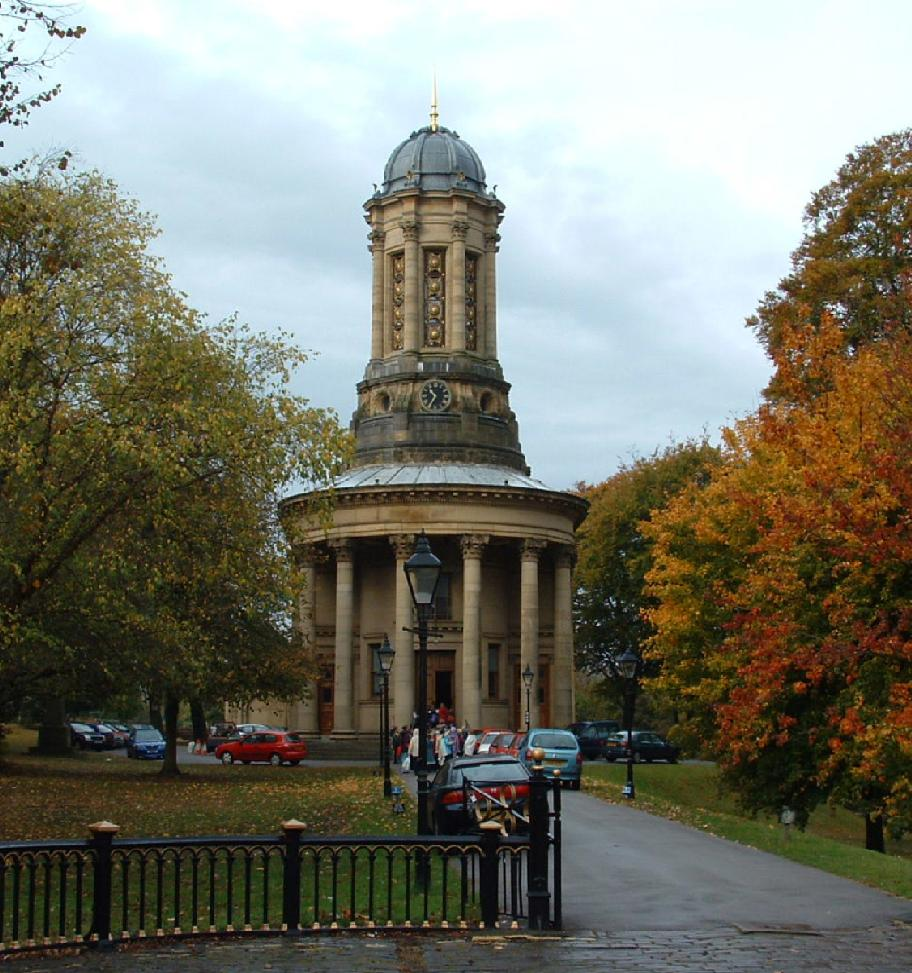
United Reformed Church

Na área cultural, Victoria Hall (originalmente chamada Saltaire Institute) é usada para reuniões e concertos, e abriga um órgão de tubo de teatro Wurlitzer. O Saltaire Festival, que aconteceu pela primeira vez em 2003 para comemorar o 150º aniversário da fundação de Saltaire, é realizada anualmente em onze dias em setembro. Saltaire Arts Trail é um festival de artes visuais que acontece a cada mês de maio, onde os moradores abrem as portas de suas casas para que estas se tornem galerias temporárias de arte.
Politicamente, Saltaire é parte do ward eleitoral de Shipley, e parte da circunscrição parlamentar de Shipley, atualmente representada por Philip Davies, do Partido Conservador. Entre 1999 e 2005, parlamentares de três câmaras, Chris Leslie na Câmara dos Comuns, William Wallace (Barão Wallace de Saltaire) na Câmara dos Lordes e Richard Corbett no Parlamento Europeu, moravam em Saltaire.
A vila também serviu como locação para o telefilme An Inspetor Calls, produzido pela BBC em 2015.

## Galeria de fotos

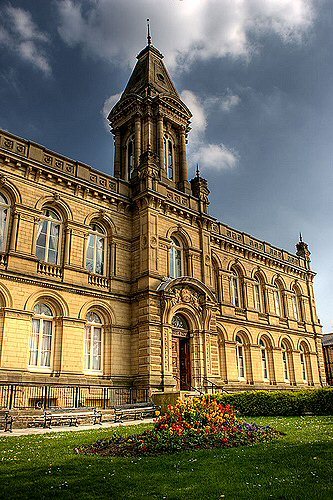
Victoria Hall
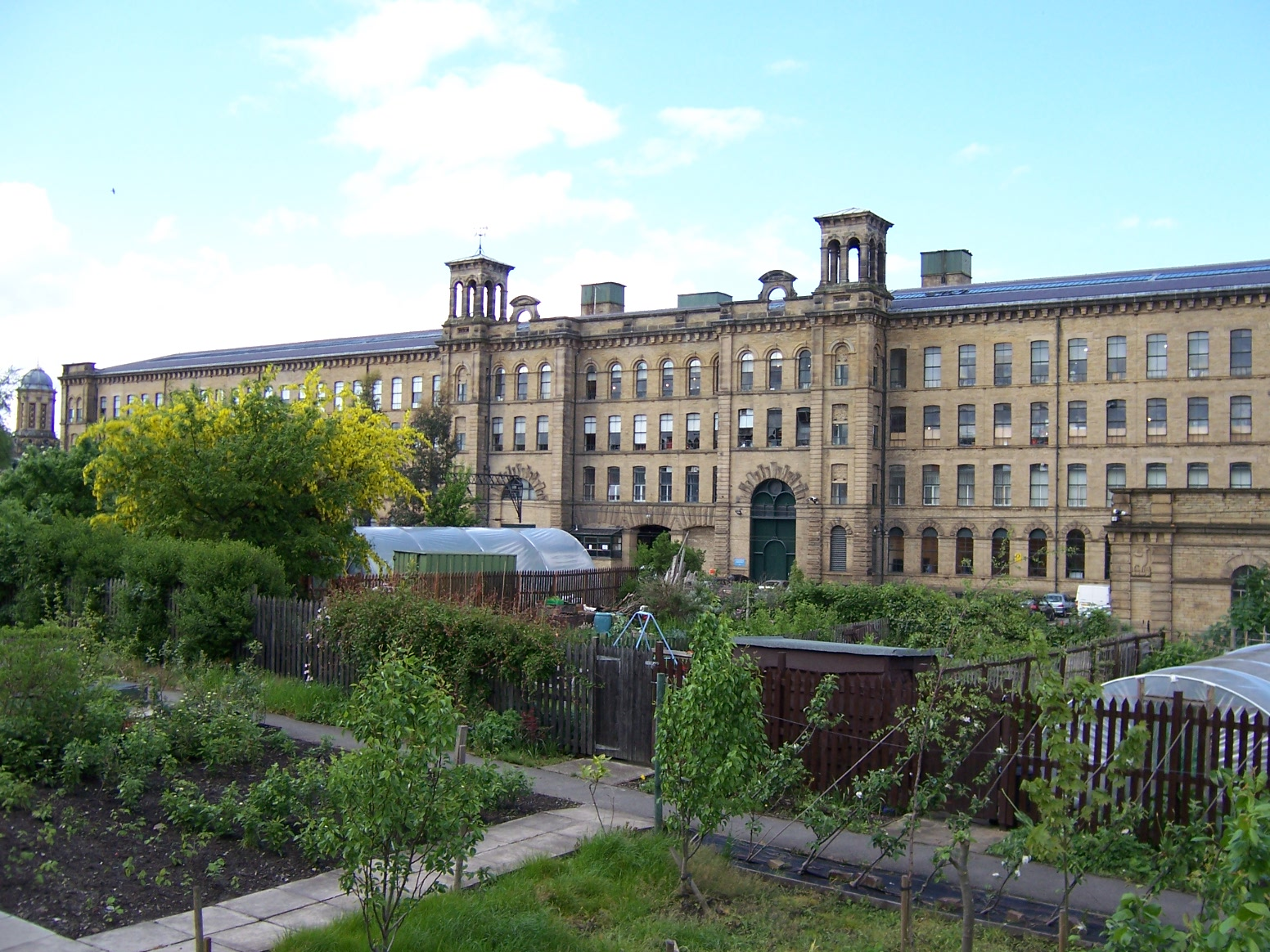
Salt's Mill
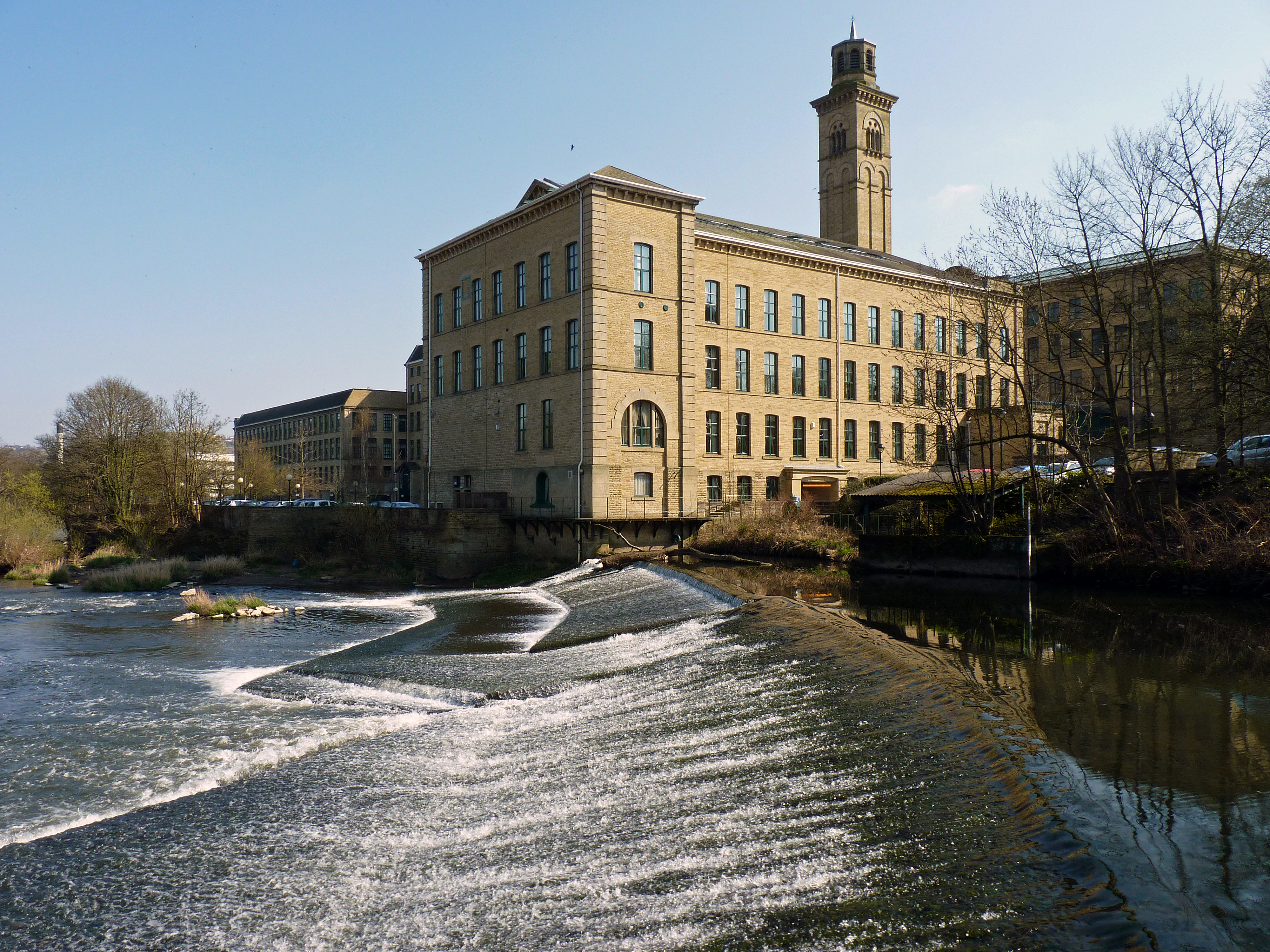
Salt's Mill e o Rio Aire
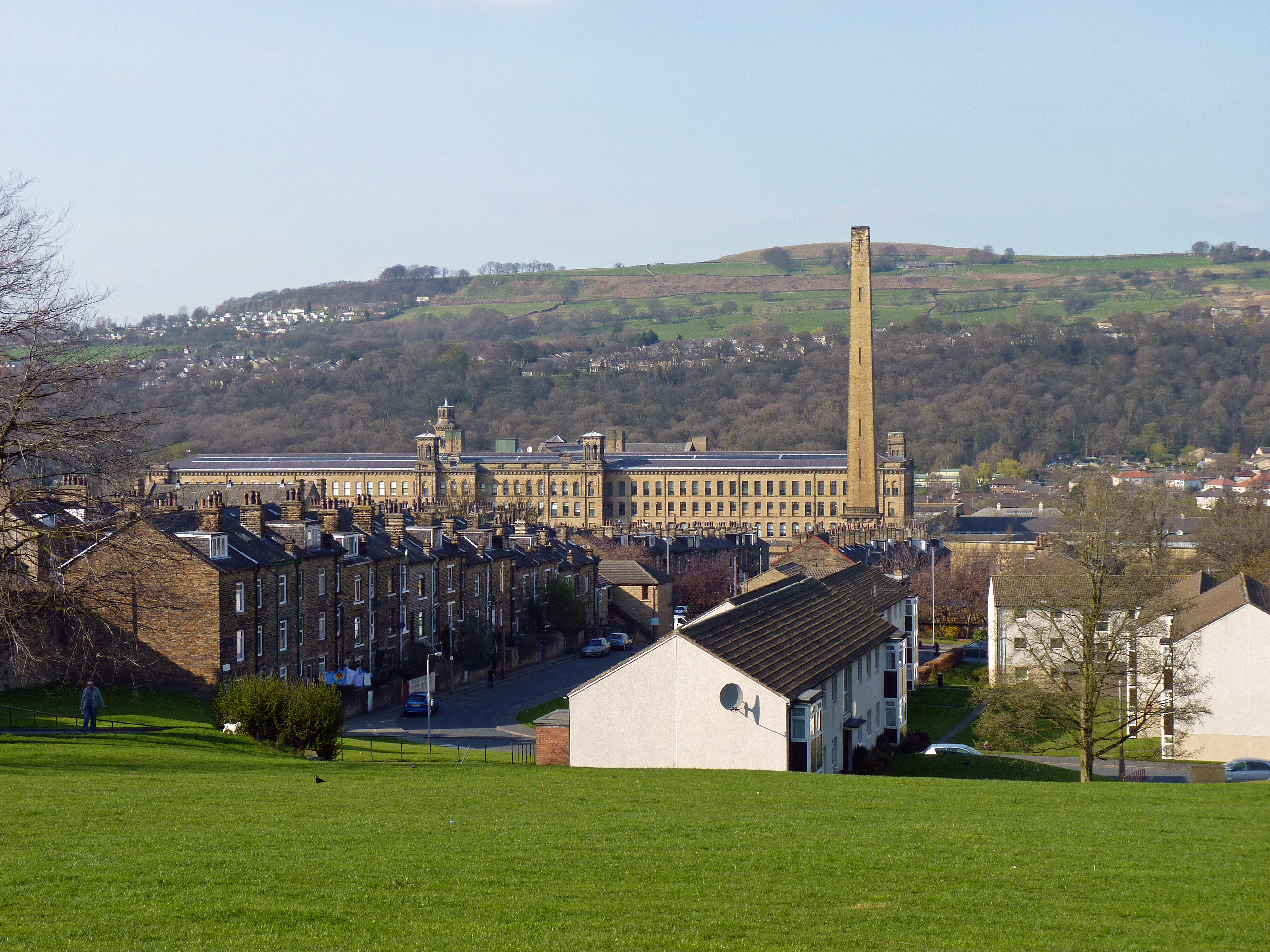
Salt's Mill